# 基萨莫斯
基萨莫斯（希臘語：Κίσσαμος）是希腊克里特大区哈尼亚专区的一个市镇，位于克里特岛西北角。行政中心为卡斯泰利镇。市镇面积为341平方公里，2011年人口数量为10,790人。

## 行政
现今的基萨莫斯市镇设立于2011年的地方政府改革中，由原三个市镇合并而成，原市镇则成为新市镇的市区。基萨莫斯市区（即原市镇）的面积为149平方公里。